# Belarussische Badmintonnationalmannschaft
Die belarussische Badmintonnationalmannschaft (belarussisch Зборная Беларусі па бадмінтону) repräsentiert Belarus in internationalen Badmintonwettbewerben. Es gibt separate Nationalmannschaften für Junioren, Damen, Herren und gemischte Teams. Das Nationalteam repräsentiert die Belarussische Badminton-Föderation.

## Teilnahme an BWF-Wettbewerben
Sudirman Cup
| Jahr | Resultat                |
| ---- | ----------------------- |
| 1995 | 35. – Gruppe 9 Aufstieg |
| 1997 | 31. – Gruppe 5 Aufstieg |
| 1999 | 29. – Gruppe 4          |
| 2001 | 33. – Gruppe 5          |
| 2007 | 43. – Gruppe 6          |

## Badminton-Mannschaftseuropameisterschaften
Herrenteam
| Jahr | Resultat     |
| ---- | ------------ |
| 2006 | Gruppenphase |

Damenteam
| Jahr | Resultat     |
| ---- | ------------ |
| 2006 | Gruppenphase |
| 2008 | Gruppenphase |
| 2010 | Gruppenphase |
| 2016 | Gruppenphase |
| 2018 | Gruppenphase |
| 2020 | Gruppenphase |

Gemischtes Team
| Jahr | Resultat     |
| ---- | ------------ |
| 2009 | Gruppenphase |
| 2011 | Gruppenphase |
| 2013 | Gruppenphase |

## Helvetia Cup
| Jahr | Resultat |
| ---- | -------- |
| 1997 | 13.      |
| 2001 | 5.       |
| 2003 | 7.       |
| 2005 | 8.       |

## Nationalspieler
Herren
- Amin Pourhadi
- Mikalai Piatrushka
- Yury Krasnopolsky
- VItalien Primak
- Ilya Larushyn

Frauen
- Anastasiya Cherniavskaya
- Alesia Zaitsava
- Julia Bitsoukova
- Maryana Viarbitskaya